# Wolfgang Koch
Wolfgang Koch (n. 1959, Klagenfurt, Carintia, Austria) este un scriitor și publicist austriac. 
Wolfgang Koch trăiește din 1987 la Viena. A fost responsabil cultural la ziarul local și purtător de cuvânt pentru politica internă a Austriei. 
A debutat la începutul anilor '80 cu povestiri, librete și piese de teatru.  Opera sa de bază, căreia îi acordă tot timpul, începând cu 1999, este Kriegskulturgeschichte der Neuzeit (Istoria culturii războiului din timpurile noastre), în 5 volume, din care a apărut primul volum. 

## Scrieri
- Geschichte der Gewalt. Das Unglück des 20. Jahrhunderts. Essays (Istoria forței militare. Nenorocirea secolulul XX. Eseuri). Editura Wieser, Klagenfurt/Celovec, 2005, 350 pagini.
- Das Glück des János (roman, viața unui fost participant la Revoluția ungară din 1956), Editura Wieser, 2006, 280 pagini
- Blut in den Mund. Hermann Nitsch von A bis Z (cuprinde aforisme și panseuri), Editura Wieser, 2008